# Real Club Deportivo Carabanchel
El Real Club Deportivo Carabanchel es un club de fútbol español del distrito de Carabanchel, en la ciudad de Madrid, España. Comenzó a funcionar en 1906, legalizándose su fundación en 1916, lo que le convierte en el tercer equipo existente más antiguo de la capital, después del Real Madrid y el Atlético de Madrid, y el decimotercero de España. Pese a no haber competido nunca en el fútbol profesional, los fastos de su Centenario tuvieron una relevante repercusión mediática.
Los colores tradicionales del club son camiseta blanca y pantalón negro. El equipo disputa sus partidos como local en el Campo de La Mina, el estadio de fútbol más antiguo de Madrid, con capacidad para 2 000 espectadores. La máxima categoría alcanzada por el club fue la Segunda División B, y en varias ocasiones ha luchado por el ascenso a Segunda División. Actualmente juega en Preferente Madrileña.

## Historia
El Club Deportivo Carabanchel se funda de forma oficial el 8 de septiembre de 1906 en los entonces municipios independientes de los Carabancheles, que no serían anexionados a Madrid como barrios hasta 1948, y comienza su andadura deportiva jugando partidos amistosos contra otros equipos carabancheleros y madrileños.
En 1916 el equipo acuerda unos estatutos oficiales y se inscribe además en la Federación Castellana de Fútbol, por lo que comienza a disputar torneos regionales. En 1927 el club asciende a primera regional, y se proclama campeón de Castilla a nivel aficionado en 1936, antes del inicio de la Guerra Civil.
En 1955 el Carabanchel consigue ascender, por primera vez en su historia, a la Tercera División al volverse a proclamar campeón de la división regional. En la temporada 1966-67, el equipo madrileño consigue proclamarse campeón de su grupo de Tercera, y disputa la promoción para subir a Segunda ante el Club Deportivo Badajoz, la cual pierden. En 1975 el Carabanchel participó en una recordada anécdota: se impuso en una eliminatoria de Copa al Real Mallorca en la tanda de penaltis más larga de la historia del fútbol en España, tras un total de treinta lanzamientos; si bien sería finalmente eliminado pues la extensión de la tanda había obedecido a un error arbitral.
Desde 1970 hasta que regresa a Tercera en 1988 el equipo sufre una crisis deportiva. El Carabanchel experimenta entonces una mejoría, y consigue terminar en tercera posición del grupo madrileño en 1990. Tras varias temporadas irregulares, en 1994-95 logra clasificarse para la fase de ascenso a Segunda B, cayendo finalmente ante la Cultural Leonesa.
Finalmente, en la temporada 1995-96, el Carabanchel logra subir a Segunda B al terminar tercero en liga regular y campeón de su grupo de ascenso. En 1997, en reconocimiento a su histórica trayectoria, Juan Carlos I le concede el título de Real, pasando a denominarse Real Club Deportivo Carabanchel. El club permaneció dos años en la categoría de bronce: durante su primera temporada, el equipo de Madrid consigue firmar una buena temporada en la que terminan octavos, pero en 1998 consuman su descenso al finalizar penúltimos de grupo.
Desde entonces, la entidad cayó en una profunda crisis económica y deportiva que llegó incluso a amenazar la existencia del equipo: en 2006 los blanquinegros descendieron a Tercera, y sin plantilla profesional cayeron en 2008 a primera regional.
En la temporada 2009/10, el club renueva el proyecto con un cambio total de la directiva tras una moción de censura y se crea un equipo para ascender a Tercera división en dos años. Con Germán "el Mono" Burgos debutando profesionalmente como primer entrenador y contando entre sus jugadores con el conocido periodista Carlos Matallanas antes de que le diagnosticaran ELA, consigue ese mismo año el ascenso a Preferente. En la temporada 2010-11 se consigue el ascenso a la tercera división junto con el Club Deportivo Colonia Moscardó. Tras volver a descender, el 6 de mayo de 2018, tras cuatro años en Preferente, regresa a Tercera.
Tras mantenerse durante 4 temporadas, jugando el playoff de ascenso a 2ºRFEF en la 20-21, volvería a descender a Preferente al acabar en 20ª posición de 21 equipos en la temporada 21-22. Allí volvería a estar 2 temporadas. La primera temporada allí, la 22-23, acaba en 7ª posición con 53 puntos, pudiendo disputar la Copa Federación. 
En la siguiente temporada 23-24, con un cambio de entrenador, llegando al banquillo Samuel Fernández Avilés, y una remodelación de la plantilla, realizaron una gran temporada, quedando campeones del Grupo 2 de Preferente Madrileña con 73 puntos, logrando el ascenso volviendo a la Tercera Federación.
Entre sus rivales históricos están el Club Deportivo Colonia Moscardó de Usera, el Club Deportivo Puerta Bonita de Carabanchel, el Club Deportivo Leganés y el Getafe Club de Fútbol.

## Escudo
El escudo representa la Cruz de Santiago, patrón de Carabanchel, y la Corona Real, otorgada en el año 1997, en reconocimiento a la historia del club como uno de los pioneros del fútbol madrileño. Dicho escudo se utiliza desde entonces como el oficial.

## Uniforme
El uniforme del Real Carabanchel es camiseta blanca con detalles negros, pantalón negro y medias blancas. 
La segunda equipación varía en estilo y colores según la temporada. En la 23-24 fue camiseta roja, pantalón y medias granates. En la actual temporada 24/25, la camiseta, pantalon y medias son de un color azul marino oscuro liso.

## Estadio
El Carabanchel disputa sus partidos en el conocido como Campo de La Mina, con capacidad para 2000 espectadores.
Dicho estadio de fútbol es el más antiguo de la ciudad de Madrid, y ha sido renovado por completo en el año 2009 tras el acuerdo del Club con la Concejalía de Carabanchel. Gracias a ello se dio un gran salto cualitativo ya que se construyó un nuevo graderío, nuevos vestuarios y dependencias y nuevo campo de césped artificial. Con la construcción del nuevo campo fue posible hacer un primer equipo competitivo y que garantizar la permanencia de los jugadores de las categorías inferiores, así como poder tener nuevos equipos. A raíz del acuerdo de patrocinio firmado con Axpo en 2019, el campo cuenta con un sistema de iluminación led.
El campo está situado concretamente en la calle Monseñor Oscar Romero número 39, cerca del casco histórico de Carabanchel Bajo y junto al polideportivo de "La Mina".
Se puede llegar a él en transporte público a través de Metro, por la Línea 5 a las estaciones de Eugenia de Montijo o Carabanchel, o de autobús de EMT por las líneas 34, 35 y 17.

## Palmarés
- Campeonato de Castilla Aficionados: 1936, 1955.
- Tercera división: 1967.
- Preferente: 2018, 2023

## Cantera

### R. C. D. Carabanchel 'B'
El filial del Real Club Deportivo Carabanchel nació en el año 2008 con la intención de formar una cantera de jugadores para el Cara y fomentar el deporte base en Carabanchel.
Estuvo en primera regional, en cual categoría lleva tres años consecutivos pero se eliminó. Se volvió a crear en la temporada 2022-23, entrando a participar en Tercera Aficionados, la última categoría de la Federación Madrileña de Fútbol.
En la temporada 23-24, el filial carabanchelero lograría el ascenso a la Segunda Aficionados, que con el cambio de nombres en 2024 de las categorías regionales madrileñas, pasa a llamarse Primera Regional, al quedar 2º del Grupo 19 de Tercera Aficionados de Madrid, con 71 puntos.

### Femenino
El Real Carabanchel tuvo durante un tiempo equipo femenino, pero acabó por desaparecer debido al bajo número de asistentes. En la temporada 2022-23 el fútbol femenino volvió a La Mina con un equipo juvenil. Para la temporada 2023-24, aparte de mantener el juvenil femenino se ha creado un Senior Femenino que empezará a competir esta temporada en el Grupo 4 de la Primera Futbol Femenino madrileña.
Para la temporada 24-25 se crean más equipos femeninos. En total, hay 5 equipos femeninos: Senior, Juvenil, Cadete, Infantil F7 y Alevín F7.

## Celebraciones

### Títulos deportivos
Si el Carabanchel asciende o gana un título se realiza la ofrenda de agradecimiento a su patrón Santiago. La ofrenda está encabezada por la primera y segunda plantilla del club y tiene lugar en la parroquia de San Sebastián de Carabanchel, situada en la calle del Amanecer número 1. Cualquier persona que quiera puede asistir a presenciar dicha ofrenda.

### Bodas de Oro
El 8 de diciembre de 1967 se celebraron las Bodas de Oro del R. C. D. Carabanchel. Para festejarlas se realizó un partido amistoso entre el Carabanchel y el Golden Gate, equipo de la Liga norteamericana que preparaba Puskas con destino al Campeonato de América del Norte y que presentó al público.
El encuentro finalizó con un 2-1 a favor del equipo visitante.

### 75.º Aniversario
El 14 de noviembre de 1992 se celebró el 75.º aniversario del equipo y para ello se disputó un partido entre el Carabanchel y un combinado madrileño, en el campo del  Moscardó, el Román Valero, al imponer Telemadrid un campo dotado de hierba.
Más de 10 000 asistentes acudieron a homenajear al club y fue presidido por el entonces alcalde de Madrid, José María Álvarez del Manzano.
En el combinado madrileño estuvieron Wilfred, Chendo, Javi, Herrero, Mario, Ortiz, Edu, Rodri, Argenta, Comas y Luis Ricardo.
El encuentro terminó con un 0-4 a favor de la selección de Madrid. Edu, Rodri (dos) y Comas fueron los autores de los tantos.

### Inauguración del nuevo estadio "Campo de La Mina"
El 10 de enero de 2010 con un intenso frío se inauguró el nuevo Campo de La Mina con hierba artificial con dos encuentros: el del primer equipo en la 15.ª Jornada de liga del Grupo 4.º de primera regional ante el Sevilla la Nueva y el encuentro por la inauguración entre los veteranos del Real Club Deportivo Carabanchel y un combinado de exfutbolistas con la presencia de Mijatović, Kiko, Alfonso, Pantić, entre otros muchos, y con el resultado final 5 - 2 para el combinado. En dicha jornada se homenajeó a Carlos Izquierdo, concejal de Carabanchel, por la construcción del campo y se presentó el libro "Como dirigir un partido de fútbol" por el director Deportivo del club, Miguel Ángel Serrano Niño. En el partido también se contó con la presencia de Petón, Vicente Miera, Eduardo Caturla, Julián Gil Laborda, José María Amorrortu, Eduardo Escobar y el presidente de la Federación de Fútbol de Madrid, Vicente Temprado.

### Centenario
Para el centenario del club en 2016 se celebraron diversos actos que tuvieron como colofón la Gala Centenario que tuvo lugar el 16 de abril en el salón de actos del colegio San Gabriel, a la que acudieron diversas personalidades del mundo del fútbol (como Vicente del Bosque, Emilio Butragueño o su exentrenador el "Mono" Burgos) y que tuvo una gran repercusión mediática.

## Medios de comunicación
Web
El club tiene una web donde informa de forma actualizada de los aspectos más relevantes del equipo.
Boletín
Es el medio de comunicación tradicional que ha usado y sigue usando el equipo para informar de la actualidad del club. Se entrega gratuitamente en la entrada del campo los días de partido.

## Jugadores destacados
- Álvaro Novo
- Adrián Embarba
- Adrián Diéguez
- Emilio González Serna
- Sofía Benavides
- David Sancheza